# Faissal Ebnoutalib
Faissal Ebnoutalib   () és un taekwondista alemany, ja retirat, guanyador d'una medalla olímpica.
Nascut al Marroc, el 1990 emigrà a Alemanya, d'on el 1997 va rebre la ciutadania. El 2000 va prendre part en els Jocs Olímpics d'Estiu de Sydney, on guanyà la medalla de plata en la prova del pes mitjà del programa de taekwondo.
En el seu palmarès també destaca una medalla de bronze en el Campionat del Món de taekwondo de 1999 i una d'or en el Campionat d'Europa del 2000, així com quatre campionats nacionals consecutius, del 1997 al 2000.